# مصطفى الخصم
مصطفى الخصم (19 سبتمبر 1972 ألمانيا) هو بطل عالمي مغربي خاض 70 نزالا احترافيا، 12 منها في بطولة العالم للفول كونتاكت، والكيك بوكسينغ.
أنهى مشواره برسم بطولة العالم للفول كونتاكت والكيك بوكسينغ بامتياز، بعد فوزه في المباراة الحاسمة ضد الروسي أليكسي ريبكين، يوم 5 يونيو 2010، بمدينة فاس.

## مسيرته
مصطفى الخصم من مواليد 19 شتنبر 1972 بمدينة هانو الألمانية (ضواحي فرانكفورت). عاش مصطفى -وهو من أبوين مغربيين- أكثر من عقدين بألمانيا، حيث فتحت له أبواب التألق والشهرة، تعلم أبجديات فنون الحرب خاصة التايكواندو والكيك بوكسينغ والفول كونتاكت منذ سن الخامسة برع لخصم في هذه الأنواع الرياضية ودخل المنافسة على الألقاب من بابها الواسع بدءا بلقب البطولة الألمانية في الفول كونتاكت والكيك بوكسينغ سنوات 1988 و1989 و1990 و1991 ثم بطل أوروبا للكيك بوكسينغ والفول كونتاكت سنوات 1990 و1991 و1992. وفي سنة 1993 انضم مصطفى لخصم إلى الفريق الوطني المغربي وشارك معه في بطولة العالم في هنغاريا وأحرز اللقب العالمي في الكيك بوكسينغ. ومن يومها لم يغب عن منصة التتويج حيث فاز بالعديد من الألقاب العالمية أبرزها سنوات 1996 و2002 و2003 و2004 ثم 2010. وخاض لخصم خلال مسيرته 70 مباراة احترافية 12 منها في بطولة العالم للفول كونتاكت والكيك بوكسينغ حيث فاز ب11 بطولة وخسر واحدة.
في يوم 5 يونيو بمدينة فاس في مباراة عالمية ضد الروسي أليكسي ريبكين (البالغ من العمر 23 سنة) وهي المباراة التي فاز فيها مصطفى الخصم بالنقط لينهي مساره الاحترافي.

## العمل الخيري
في سجل البطل مصطفى الخصم العديد من المبادرات الفعلية والتي تتمثل في مشاركته في العديد من الأنشطة لفائدة الشباب الذين ينتمون لعدد من المدن والقرى بالمملكة (فاس والدار البيضاء وإيفران وتطوان وسلا وآيت بوكماز وآيت جيري )، ومساهمته في جمعية للاسلمى لمحاربة داء السرطان، وفي مكافحة آفة التدخين والإدمان، والتحسيس بأهمية الأنشطة الرياضية والشراكة الفعلية مع إدارة التعاون الوطني والمبادرة الوطنية للتنمية البشرية.
فطموحات مصطفى الخصم، التي هي ليست بمعزل عن عشقه وشغفه بفنون الحرب، لا تتوقف عند هذا الحد، فقد عبر في مناسبات عديدة عن أمله في إحداث أكاديمية للفول كونتاكت والكيك بوكسينغ والطاي بوكسينغ بالمغرب، بغية وضع تجاربه ومؤهلاته رهن إشارة الأبطال الواعدين من الشباب.